# Lake Wisconsin
Lake Wisconsin és una concentració de població designada pel cens dels Estats Units a l'estat de Wisconsin. Segons el cens del 2000 tenia 3.493 habitants.

## Demografia
Segons el cens del 2000, Lake Wisconsin tenia 3.493 habitants, 1.419 habitatges, i 1.082 famílies. La densitat de població era de 106,4 habitants per km².
Dels 1.419 habitatges en un 30,3% hi vivien nens de menys de 18 anys, en un 70,1% hi vivien parelles casades, en un 3,7% dones solteres, i en un 23,7% no eren unitats familiars. En el 18,5% dels habitatges hi vivien persones soles el 6,4% de les quals corresponia a persones de 65 anys o més que vivien soles. El nombre mitjà de persones vivint en cada habitatge era de 2,46 i el nombre mitjà de persones que vivien en cada família era de 2,81.
Per edats la població es repartia de la següent manera: un 22,5% tenia menys de 18 anys, un 4,8% entre 18 i 24, un 30,1% entre 25 i 44, un 30,8% de 45 a 60 i un 11,8% 65 anys o més.
L'edat mediana era de 40 anys. Per cada 100 dones de 18 o més anys hi havia 107,5 homes.
La renda mediana per habitatge era de 58.906 $ i la renda mediana per família de 63.125 $. Els homes tenien una renda mediana de 39.839 $ mentre que les dones 28.229 $. La renda per capita de la població era de 26.657 $. Aproximadament el 0,4% de les famílies i l'1,2% de la població estaven per davall del llindar de pobresa.

## Poblacions més properes
El següent diagrama mostra les poblacions més properes.